# Quotiententopologie
Die Quotiententopologie (auch Identifizierungstopologie genannt) ist ein Begriff aus dem mathematischen Teilgebiet der Topologie. Anschaulich entsteht diese Topologie, wenn man Punkte „zusammenklebt“, d. h. zwei ehemals verschiedene Punkte als ein und denselben Punkt identifiziert. Solche Punkte werden mittels Äquivalenzrelationen festgelegt. Das geschieht im Allgemeinen, um neue topologische Räume aus bestehenden abzuleiten. Zu einer Verallgemeinerung dieser Konstruktion vergleiche den Artikel Finaltopologie.

## Definition
Es sei {\displaystyle X} ein topologischer Raum und {\displaystyle q\colon X\to Y} eine surjektive Abbildung von Mengen. Dann ist die durch {\displaystyle q} induzierte Quotiententopologie auf {\displaystyle Y} diejenige, in der eine Teilmenge {\displaystyle U\subseteq Y} genau dann offen ist, wenn das Urbild {\displaystyle q^{-1}(U)} offen ist.

## Eigenschaften
- Als unmittelbare Folge der Definition ist die Abbildung {\displaystyle q} stetig.
- Die Quotiententopologie ist die feinste Topologie auf {\displaystyle Y}, für die die Abbildung {\displaystyle q} stetig ist.
- Versieht man {\displaystyle Y} mit der Quotiententopologie, so ist {\displaystyle q} eine Quotientenabbildung: Ist {\displaystyle Z} ein weiterer topologischer Raum und {\displaystyle f\colon Y\to Z} eine Abbildung der zugrundeliegenden Mengen, so ist {\displaystyle f} genau dann stetig, wenn {\displaystyle f\circ q} stetig ist (universelle Eigenschaft der Quotiententopologie):

## Wichtige Spezialfälle
- Ist {\displaystyle \sim } eine Äquivalenzrelation auf einem topologischen Raum, so versieht man die Menge {\displaystyle X/{\sim }} der Äquivalenzklassen meist ohne weitere Erwähnung mit der von der kanonischen Abbildung {\displaystyle X\to X/{\sim }} induzierten Quotiententopologie.
- Ist insbesondere {\displaystyle G} eine topologische Gruppe und {\displaystyle H} eine Untergruppe von {\displaystyle G}, so versieht man die homogenen Räume {\displaystyle G/H} und {\displaystyle H\backslash G} mit der Quotiententopologie.
- Zusammenschlagen eines Teilraumes zu einem Punkt: Ist {\displaystyle X} ein topologischer Raum und {\displaystyle Z} eine Teilmenge von {\displaystyle X}, so bezeichnet {\displaystyle X/Z} die Menge der Äquivalenzklassen bezüglich der Äquivalenzrelation, bei der zwei Punkte {\displaystyle x_{1},x_{2}\in X} äquivalent heißen, wenn sie gleich sind oder beide in {\displaystyle Z} liegen. Die Abbildung {\displaystyle X\to X/Z} ist außerhalb von {\displaystyle Z} injektiv, und das Bild von {\displaystyle Z} ist ein einzelner Punkt.

## Beispiele
- Es sei {\displaystyle X=[0,1]} das Einheitsintervall und {\displaystyle Y=S^{1}=\{(x,y)\in \mathbb {R} ^{2}\mid x^{2}+y^{2}=1\}} die Einheitskreislinie. Dann ist die durch die Abbildung

{\displaystyle f\colon X\to Y,\quad t\mapsto (\cos 2\pi t,\sin 2\pi t)}
induzierte Quotiententopologie auf {\displaystyle Y} gleich der Teilraumtopologie von {\displaystyle Y} als Teilmenge von {\displaystyle \mathbb {R} ^{2}}.
- Ist {\displaystyle X=[0,1]} das Einheitsintervall und {\displaystyle Z=\{0,1\}\subset X}, so ist der durch Zusammenschlagen von {\displaystyle Z} zu einem Punkt entstehende Raum {\displaystyle X/Z} homöomorph zur Kreislinie {\displaystyle S^{1}}. Dies ist im Wesentlichen dasselbe wie das erste Beispiel, jedoch waren dort die Zielmenge und die Abbildung schon explizit gegeben, hier entstand sie erst durch die beim Zusammenschlagen implizite Äquivalenzrelation.
- Der homogene Raum {\displaystyle \mathbb {R} /\mathbb {Z} } ist ebenfalls homöomorph zur Kreislinie {\displaystyle S^{1}.}
- Im Gegensatz dazu besteht der Raum, den man erhält, wenn man die Teilmenge {\displaystyle \mathbb {Z} } von {\displaystyle \mathbb {R} } zu einem Punkt zusammenschlägt, anschaulich gesprochen aus abzählbar unendlich vielen Kreisen, die in einem Punkt zusammengeklebt wurden.
- Ist {\displaystyle \phi \colon A\to B} eine ganze Ringerweiterung, so ist die durch die induzierte stetige Spektrenabbildung {\displaystyle \operatorname {Spec} (\phi )\colon \operatorname {Spec} (B)\twoheadrightarrow \operatorname {Spec} (A)} induzierte Quotiententopologie auf {\displaystyle \operatorname {Spec(A)} } identisch mit der Zariski-Topologie auf diesem Raum.